# Saxifraga caucasica
Saxifraga caucasica är en stenbräckeväxtart som beskrevs av Somm. och Levier. Saxifraga caucasica ingår i Bräckesläktet som ingår i familjen stenbräckeväxter. Inga underarter finns listade i Catalogue of Life.

## Bildgalleri

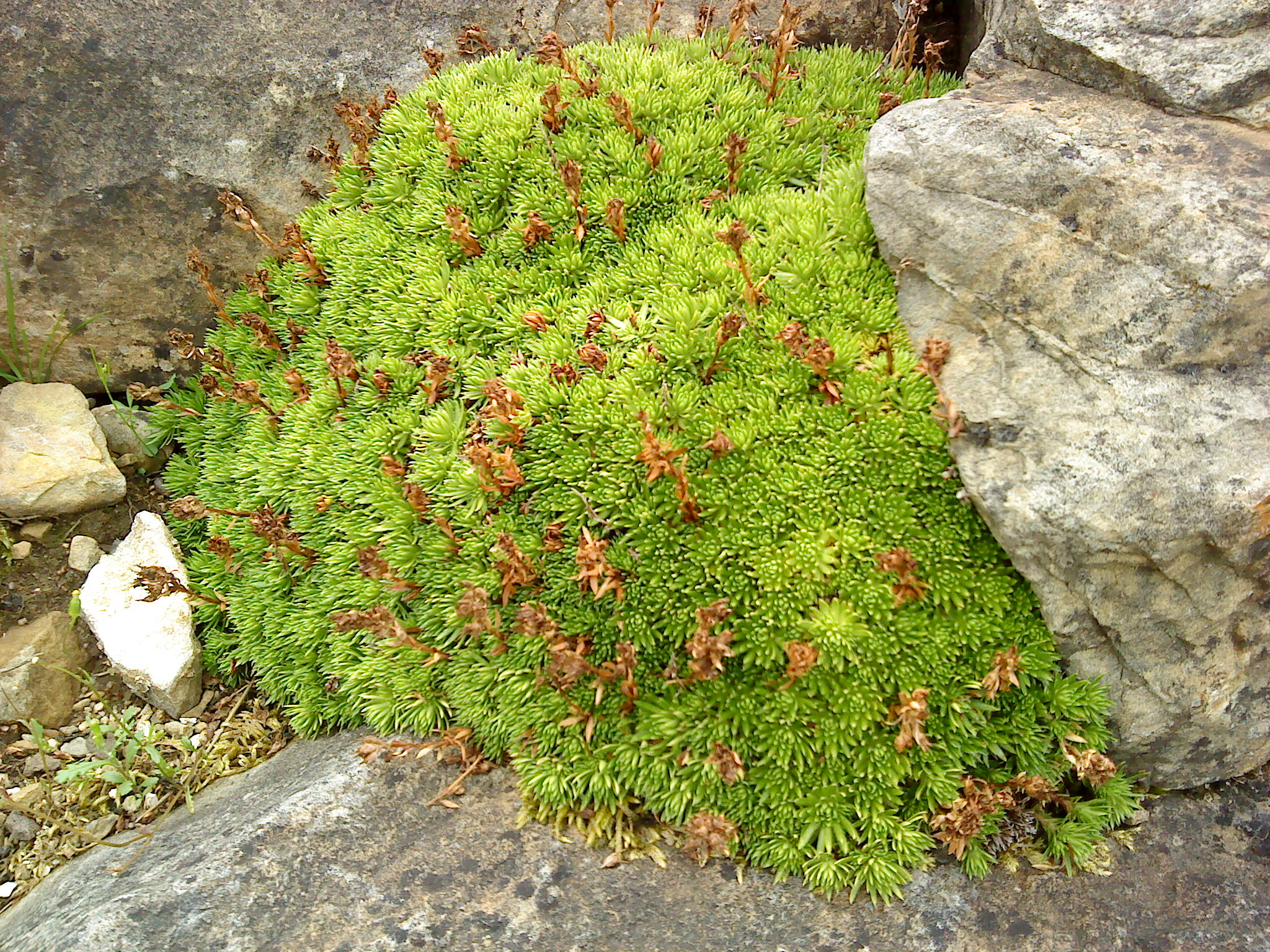